# شومن (طبق)
الشَّوْمَن أو الشاو مين أو التشو مين (بالصينية التقليدية: 炒麵) و(بالصينية المبسطة: 炒面) هي شعرية مقلية. لها شعبية عند المهاجرين الصينيين، وتظهر دائماً على قائمة المطاعم الصينية. تحظى بشعبية خاصة في كل من الولايات المتحدة، أستراليا، نيبال، الهند، جنوب إفريقيا وبريطانيا.